# Беглопоповство
«Беглопопо́вцы» (поповцы) — общее название старообрядцев, принимавших священство, поставленное в канонической Православной церкви, но по тем или иным причинам перешедшее к старообрядцам (в терминологии старообрядцев, «бегствующее священство»).
Беглопоповство изначально не имело единого центра управления и было неоднородным, разделившись на несколько толков и согласий.
Крупнейшими направлениями данного течения старообрядчества были диаконовское и перемазанское согласия, расходившееся по ключевому вопросу — отношению к господствующей Русской православной церкви.
Диаконовцы, имевшие центрами Керженец и Стародубье, принимали священников православной церкви без повторного миропомазания, в чём заключалось их главнейшее различие с ветковцами — сторонниками второго чина.
В среде диаконовцев в лице известного инока Никодима и его сторонников зародилась идея соединения с господствующей церковью при условии сохранения старого обряда.
Позднее, в середине XIX века, этим термином в более узком смысле стали называть меньшую часть старообрядцев, которые не признали законным принятие митрополита Амвросия и продолжали принимать беглых священников. Имеют трёхчинную иерархию, начало которой было положено архиепископом Саратовским и Петровским Николой (Поздневым), в 1923 году перешедшим из обновленческого раскола. От архиепископа Николы получили хиротонию и другие иерархи бывшей «беглопоповской» церкви. (см. Русская древлеправославная церковь).